# Alphonse Lami
Pour les articles homonymes, voir Lami.
Alphonse Lami, né le 2 juin 1822 à Paris et mort le 17 juillet 1867 à Alexandrie, est un sculpteur français.

## Biographie

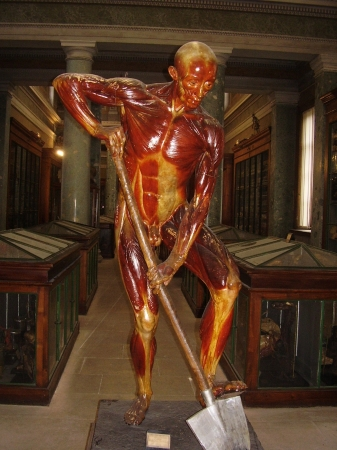
Écorché (1857), Montpellier, musée d'Anatomie.

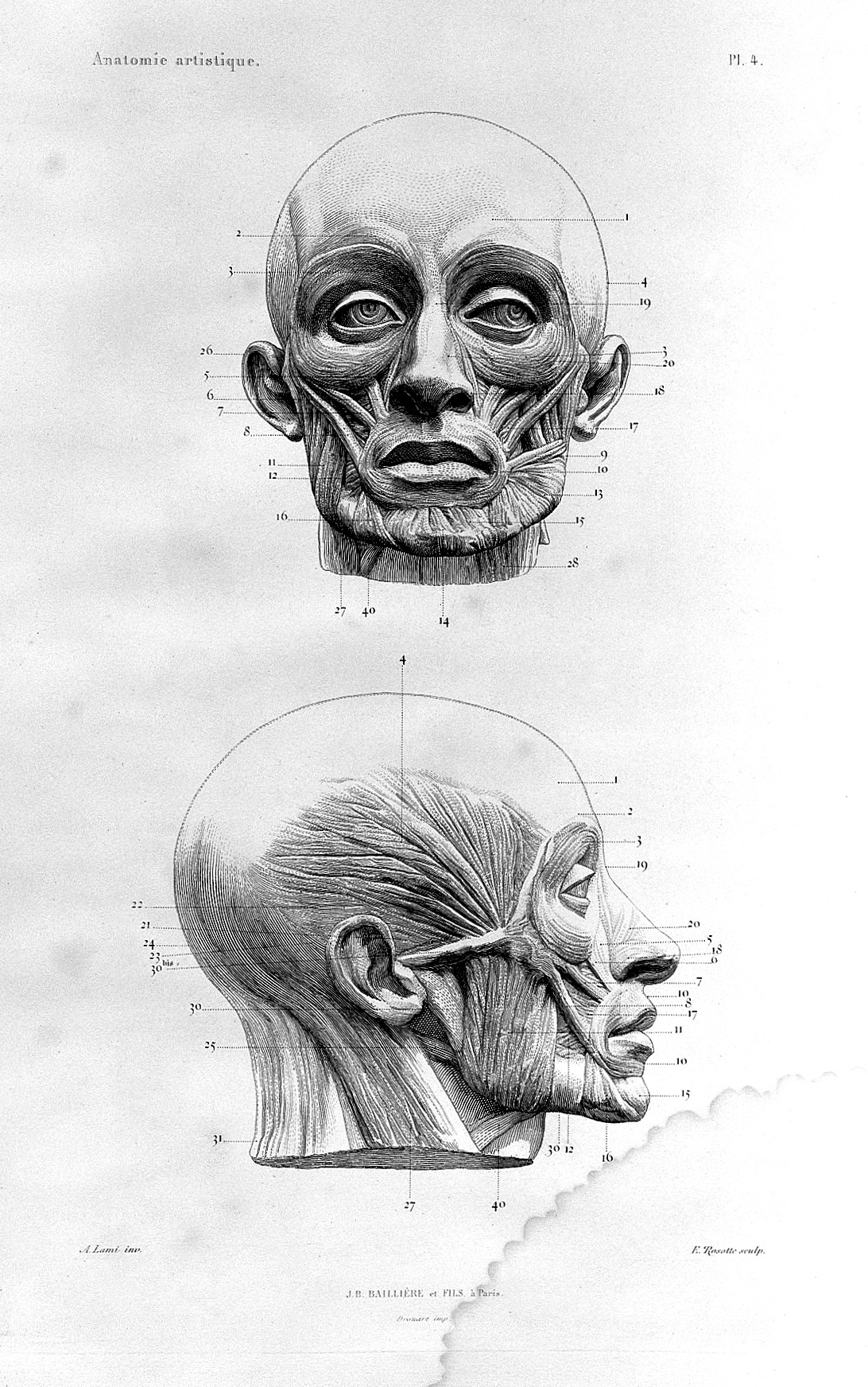
Alphonse Lami, Myologie superficielle du corps humain, 1861

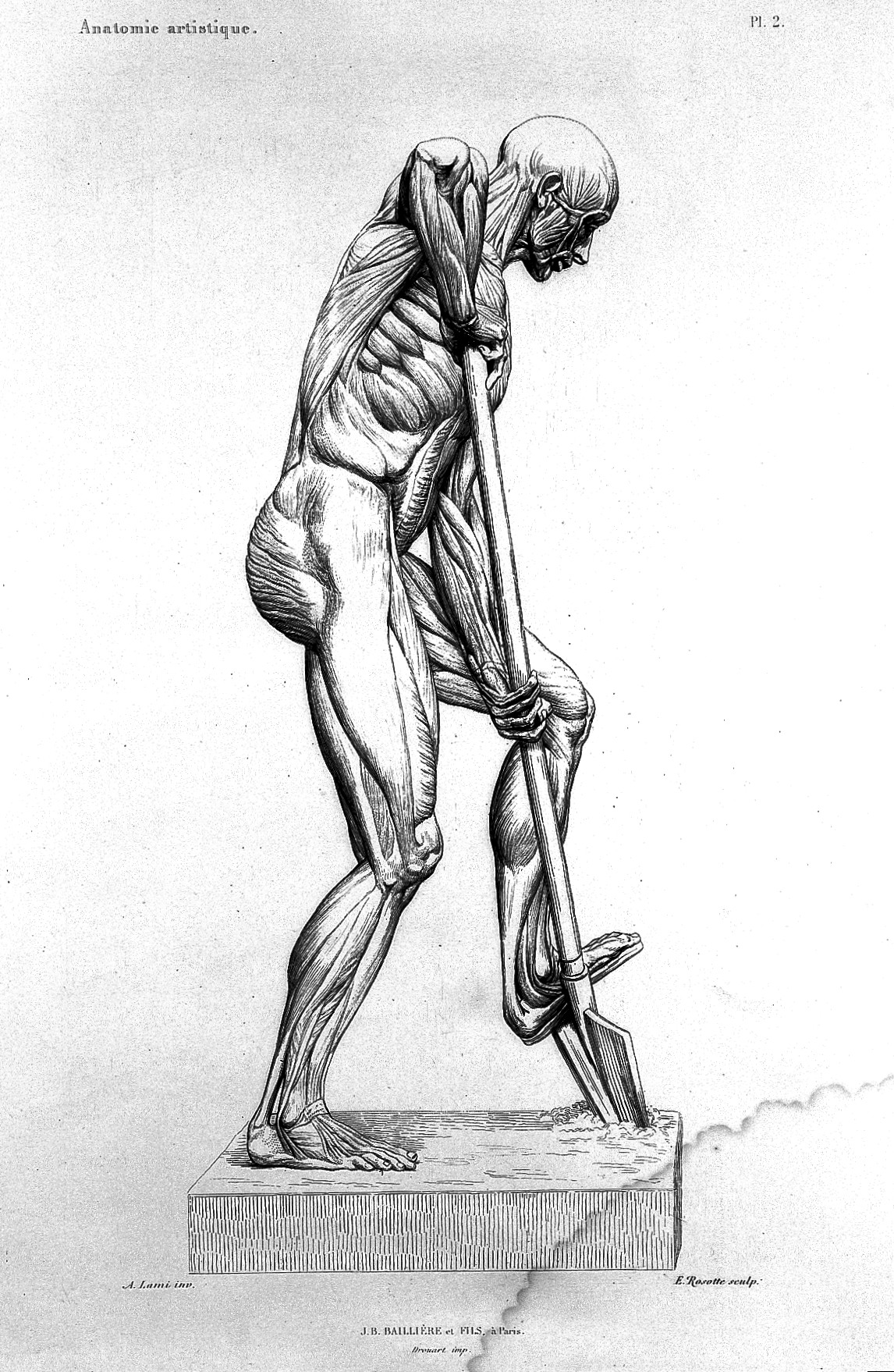
Alphonse Lami, Myologie superficielle du corps humain,1861

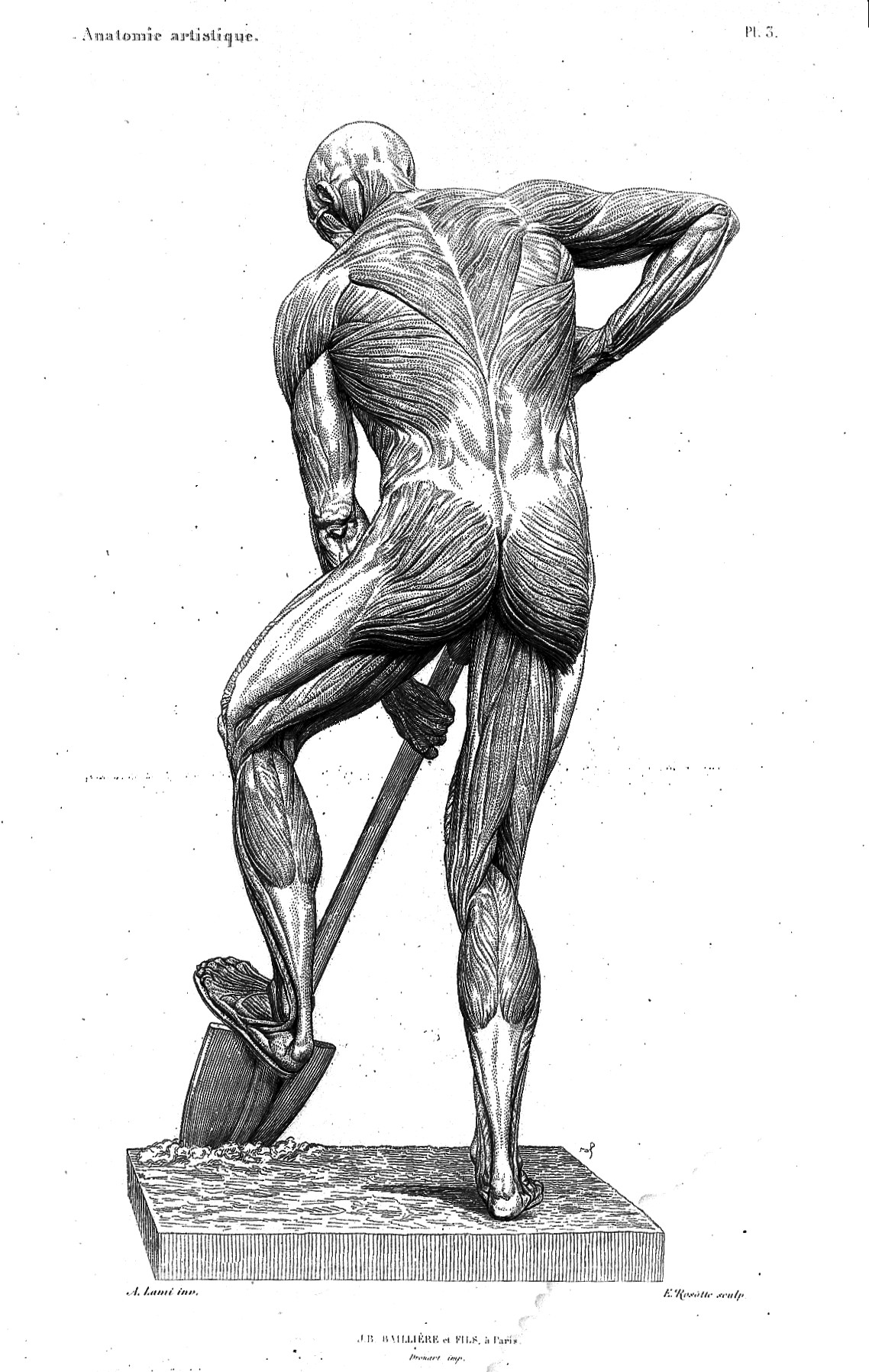
Alphonse Lami, Myologie superficielle du corps humain, 1861

Il est l'élève d'Abel de Pujol et de Francisque Duret à l'École des beaux-arts de Paris où il est admis le 7 octobre 1846.
Il fit partie de la garde nationale du département de la Seine comme capitaine d’État-major en mai 1848 avec le peintre Jean-Loup Gérôme et l'architecte Charles Müller Soehnée,,.
Ses premières oeuvres sont sans doute des représentations de membres de sa famille. Ainsi en 1849 et 1850 il sculpte son grand-père maternel, Jean-Baptiste Nicolet (buste) et sa mère (médaillon et buste).
Il débute au Salon des artistes français de 1850 avec une statue de marbre intitulée Liseuse. Il participera aux salons de 1857, 1861 et 1864.
Il voyage ensuite en Égypte où, de 1852 à 1853, il prend part aux fouilles du Sérapéum de Saqqarah, dirigées par son ami Auguste Mariette, ancien camarade de collège.
Rentré en France, il réalise après son mariage et la naissance de son 1er enfant, en 1854 un Portrait de sa femme (médaillon en bronze) et un Portrait d'enfant (buste en plâtre).
En 1856, il envisage de se rendre en Allemagne pour réaliser le buste d'Alexander von Humboldt avec le soutien d'Auguste Mariette dont il a réalisé le buste.
Il s'adonne à l'étude de l'anatomie artistique et exécute une figure d'écorché, dans l'attitude d'un bêcheur, qu'il expose au Salon de 1857. Cette œuvre, présentée à l'Académie des sciences le 26 avril 1858, fut l'objet d'un rapport élogieux fait au nom de Claude Bernard, Pierre Rayer, Horace Vernet et Jean Louis Armand de Quatrefages de Bréau,.
Il est nommé chevalier de la Légion d'honneur le 12 août 1859 sur recommandation de Michel Chevalier dont il a réalisé un buste en 1856, exposé au Salon de 1857,.  Il habite alors 24 rue des Filles du Temple à Paris et son atelier est 71 rue d’Amsterdam.
En 1860, il réalise deux bustes en bronze de Michel Chevalier et Richard Cobden, initiateurs d'un traité de libre-échange entre la France et l'Angleterre.

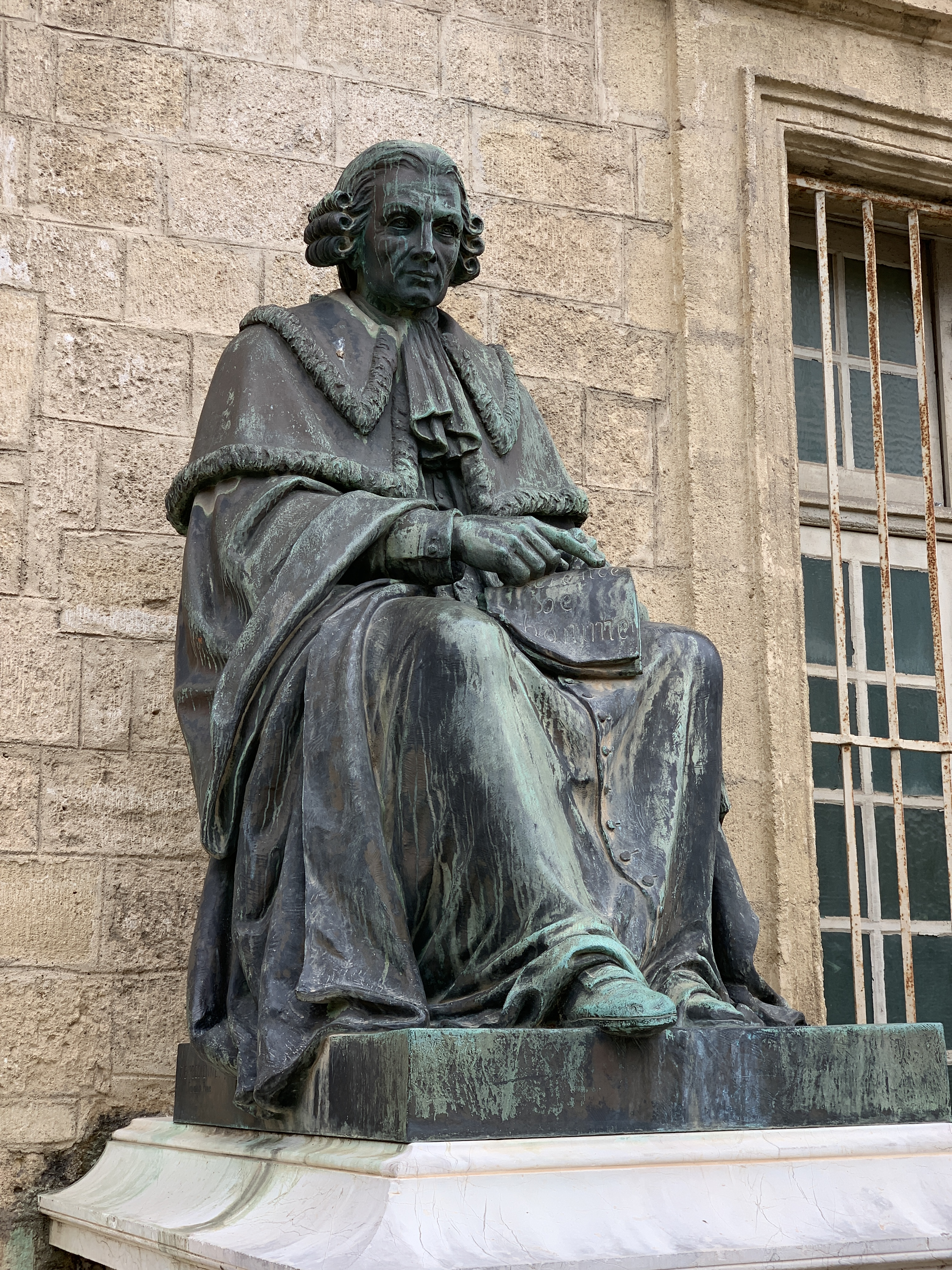
Alphonse Lami, Statue de Paul Joseph Barthez, 1864, Rue École Médecine - Montpellier

En 1861, l'artiste publie, d'après son écorché, un album de planches gravées, sous le titre Myologie superficielle du corps humain qui est signalée par le secrétaire perpétuel de l'Académie des sciences dans la séance du 21 octobre 1861. Il expose aussi au Salon deux statues (Une femme fellah ; Madeleine) , deux bustes (Portrait de M. l'abbé Jousselin, curé de la paroisse Sainte-Élisabeth ; Portrait de Mme Michel Chevalier) et cinq médaillons ce qui représente sa plus importante participation à cette manifestation.
Il participe en 1863 à l'organisation d'une loterie charitable à la mairie du 16e arrondissement,.
Alphonse Lami réalise en 1864 ce qui semble être sa seule commande publique : une statue de Paul-Joseph Barthez pour la faculté de médecine de Montpellier,. Elle est inaugurée le 15 novembre 1864,,,. Il participe aussi au Salon de 1864 avec un médaillon de Tête de femme. 
Alphonse Lami fait acte de candidature en 1864 pour intégrer l'expédition scientifique au Mexique en proposant de s'y rendre sans rémunération. Il est recommandé en ce sens par Michel Chevalier et Armand de Quatrefages. Par décret du 7 octobre 1864, il est attaché à l’expédition scientifique, pour l’anthropologie au titre d'artisan-statuaire, par le ministre de l'Instruction publique, en qualité de voyageur à titre gratuit à bord de l'Allier au départ de Cherbourg le 8 décembre 1864 pour Veracruz. Le voyage ne lui est pas profitable puisque le capitaine se plaint de son « intempérance continuelle [qui] a causé pendant la traversée les plus tristes scènes » ; Lami « a continué à se donner en spectacle à Veracruz jusqu’à ce qu’enfin le climat en se combinant avec l’ivrognerie a déterminé une fièvre très forte, puis la folie ». Il est hospitalisé à l’hôpital de Veracruz et au 2 juillet 1865, il  est rétabli mais reste toujours inactif au 25 juillet. A l'automne 1865, il prend la décision de rentrer en France « après une maladie grave, qui l’a retenu longtemps à l’hôpital militaire de Mexico » et effectue son départ définitif début décembre,.
Rentré en France en 1866 mais atteint d'une maladie du foie, il repart malgré tout en Égypte où il meurt à Alexandrie le 17 juillet 1867.
Le 4 mars 1868, ses possessions font l'objet d'une vente après décès, il s'y trouve une statue de Madeleine en marbre et un modèle d'écorché en plâtre.

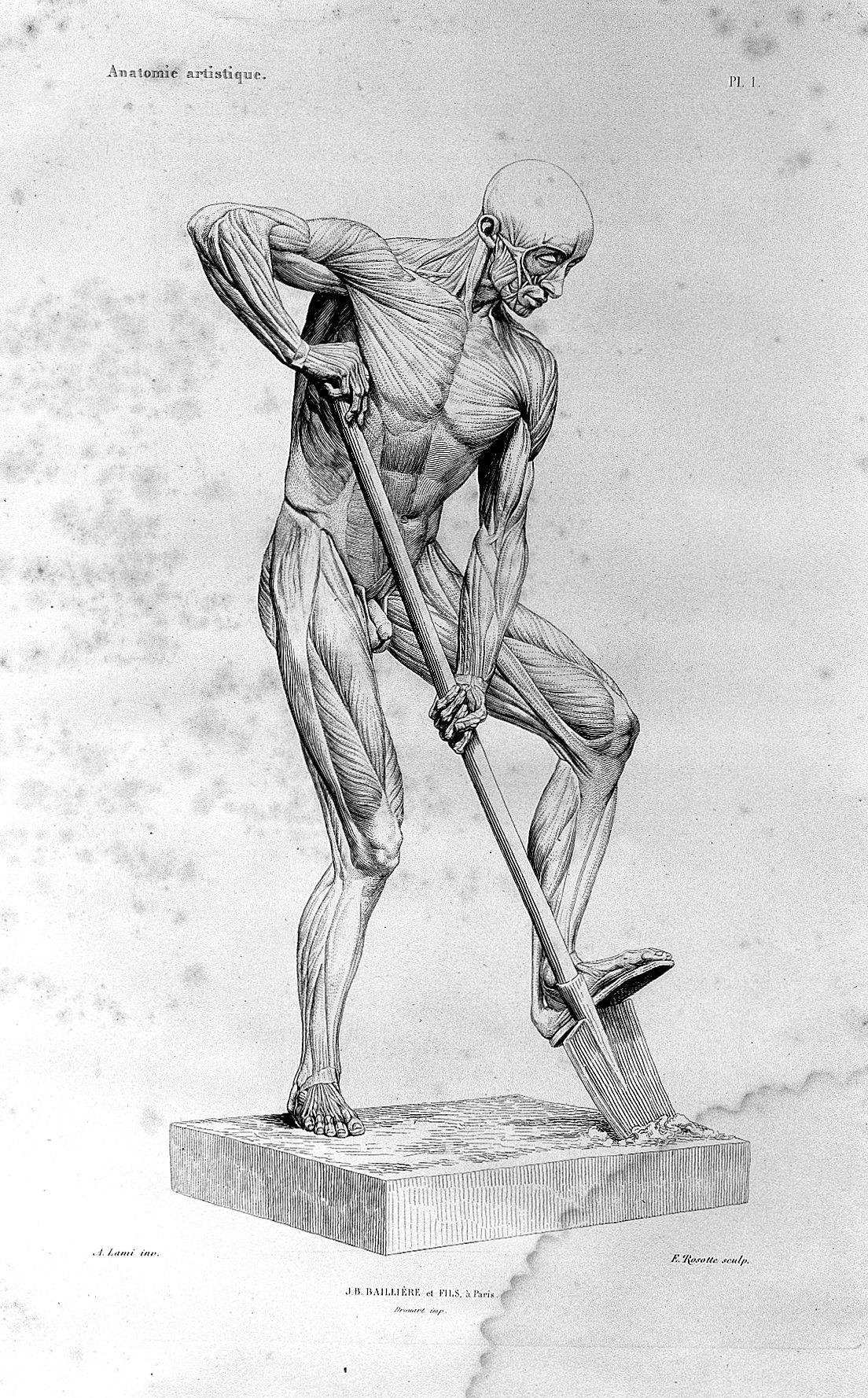
Alphonse Lami, Myologie superficielle du corps humain, 1861

Il reçu en cadeau du khédive d'Egypte, Ismaïl Pacha, une tête de l'époque Saïte qui fut offerte au musée du Louvre par ses descendants.

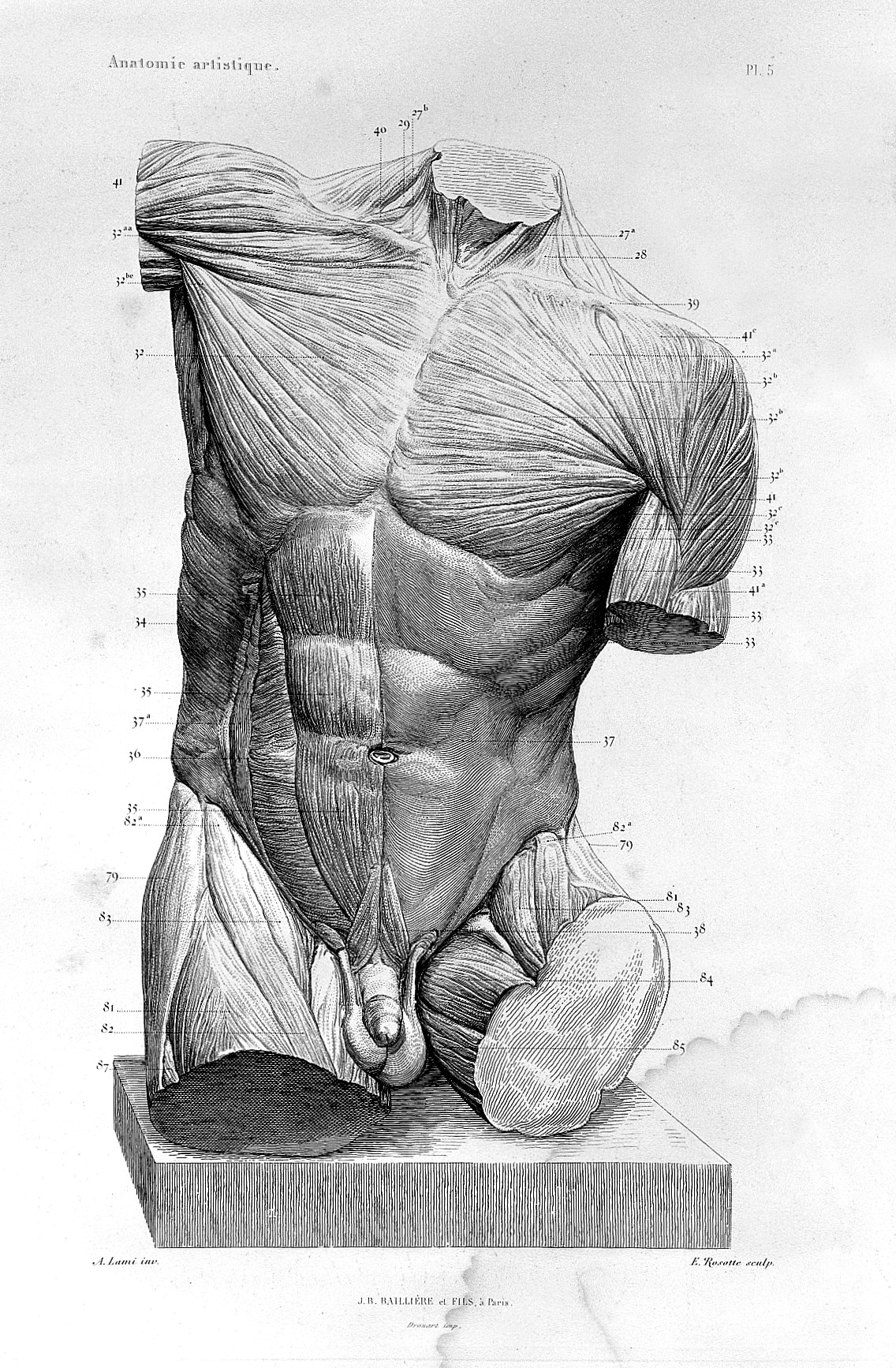
Alphonse Lami, Myologie superficielle du corps humain, 1861

## Vie privée
Né le 2 juin 1822, fils de François Lami (1793-1870) rentier et de Louise Hélène Heim (1804-1882) fille de l'acteur Jean-Baptiste Nicolet,, Alphonse Lami est aussi le petit-fils illégitime du prince Francesco Borghèse, premier écuyer de Napoléon, général d'Empire.
Alphonse Lami qui réside alors à Paris et exerce la profession de statuaire, épouse le 28 août 1853 à Montmorency Alexandrine-Marie Bidauld (1832-1909), fille de Guillaume Bidauld (1795-1859) architecte et petite-fille du peintre paysagiste Jean-Joseph-Xavier Bidauld (1758-1856), membre de l'Académie des beaux-arts. Auguste Mariette juge que ce mariage lui est très profitable pour le rendre plus sérieux dans son travail. Ils ont trois enfants : Jacques (1854-1855), René (1856-1945) et Stanislas (1858-1944).
René Lami est un artiste peintre (comme l'indique son acte de mariage du 26 juillet 1886) et Stanislas Lami, est un sculpteur et écrivain d'art renommé pour son Dictionnaire des sculpteurs de l'École française. Il fait également partie de la parentèle de Charles de Gaulle.

## Œuvres

### Oeuvres localisées
- Châtillon-Coligny
  - Château : Une femme fellah, souvenir d’Égypte (statuette de bronze), 1860[40],[41]
- Lyon :
  - musée des Beaux-Arts : Homme de profil (médaillon de terre cuite), 1861[42],[43]
- Montpellier :
  - faculté de médecine : Paul Joseph Barthez (statue en bronze), 1864, commandée en 1863 et réalisée en 1864 en pendant d'une statue de Lapeyronie par Charles Gumery[21],[8]. Cette statue a été dissimulée en 1942 pour éviter sa fonte par les autorités allemandes[44].
  - musée d'Anatomie : Écorché ou Myologie.superficielle du corps humain dans l'attitude d'un bêcheur (statue en plâtre), Salon de 1857[45].
- Paris :
  - musée du Louvre : Portrait d'Auguste Mariette (buste en plâtre), [1856][11],[46]
  - musée d'Orsay : Buste d'homme en plâtre, 1856[47],[7]
  - Ecole des mines de Paris : Bustes de Michel Chevalier (un buste en plâtre de 1856 issu d'une nouvelle série de 1889 et un buste en bronze de 1860) et Buste de en bronze de Richard Cobden, 1860.

### Oeuvres connues mais non localisées
- Portrait de Jean-Baptiste Nicolet, 1849. Alphonse Lami réalise avec ce buste le portrait de son grand-père maternel. Il fut exposé au théâtre de la Gaité fondé par Nicolet et remarqué par les visiteurs pour "ses traits fidèlement reproduits d'après un portrait de famille et dont la ressemblance a frappé"[5].
- Portrait de la mère de l'artiste (médaillon en bronze), 1849[40]
- Portrait de la mère l’artiste (buste en bronze), 1850[40]
- Une liseuse (statue de marbre), 1850[7]
- Portrait de la femme de l’artiste (médaillon en bronze), 1854[40]
- Portrait d'enfant (buste en plâtre), 1854[8]
- Portrait de M. Michel Chevalier (buste en marbre), 1857[48],[8]
- 4 médaillons en bronze, 1861[40]
- Portrait de M. l'abbé Jousselin, curé de la paroisse Sainte-Élisabeth (buste de marbre), 1861 [49],[8]
- Portrait de Mme Michel Chevalier (buste en marbre), 1861[50],[8]
- Tête de femme (médaillon en bronze), 1864[40]
- Tape à l’œil, médaillon de chien en bronze, sans date[40]
- Sainte Madeleine (statue en marbre), sans-date[8]
- L'Etude, sans-date. Un dessin de cette oeuvre figure dans le catalogue Barbedienne qui en propose des réductions en bronze au  2/5, 3/10 et 1/6[51],[52].

### Ouvrage
- Myologie superficielle du corps humain, 1861[17]

## Salons des artistes français

### Salon de 1850
- N°3466 - Une Liseuse (statue de marbre)[7]. Cette statue est ainsi commentée par Courtois dans Le Corsaire : "Ce qui pourrait être repris (...) ce sont les draperies qui manquent d'arrangement, de souplesse, de légèreté. Les pieds assez faiblement traités, pourraient être retouchés. Ce qu'on ne saurait trop louer, c'est le gracieux abandon de la pose, le style élevé de la tête et surtout la justesse de l'expression : l'attention avec l'intérêt. Dans les ateliers cette belle tête pourrait être offerte en sujet d'étude"[53]. Cette statue a été vendue aux enchères le 6 mai 1852 en vertu d'une ordonnance en référé[54].

### Salon de 1857
- N°2958 - Écorché ou Myologie.superficielle du corps humain dans l'attitude d'un bêcheur (statue en plâtre)[55]
- N°2959 - Portrait de M. Michel Chevalier (buste en marbre)[48],[8],[56]

### Salon de 1861
- N°3420 - Une femme fellah ; souvenir d’Egypte (statuette de bronze)[57] qualifié par Maxime Du Camp de "fort agréable statuette de bronze, très habilement campée, très finie, gracieuse et tout à fait plaisante" peut-être inspirée d'Alexandre Bida[58]. Elle est aussi caricaturée par Galletti[59].

- N°3421 - Portrait de M. l'abbé Jousselin, curé de la paroisse Sainte-Élisabeth (buste de marbre)[49],[8]
- N°3422 - Portrait de Mme Michel Chevalier (buste en marbre)[50],[8]
- N°3423 - Quatre médaillons de bronze et un médaillon de marbre[60]
- Une statue de Madeleine ainsi décrite par Adrien Paul dans Le Siècle :  "Une vrai Madeleine, bien prosternée, les yeux baignés de larmes, les bras croisés sur sa belle poitrine où elle s'enfonce une couronne d'épine, c'est la Madeleine de M Alphonse Lami. Ses joyaux brisés sont épars autour d'elle, ses cheveux défaits pleurent jusqu'à terre, en longues tresses ondoyantes. Celle-là est convertie à tout jamais"[61]. Elle est caricaturée par Galletti[59].

### Salon de 1864
- N°2656 - Tête de femme (médaillon en bronze)[26]